# Beta Cephei-veranderlijken

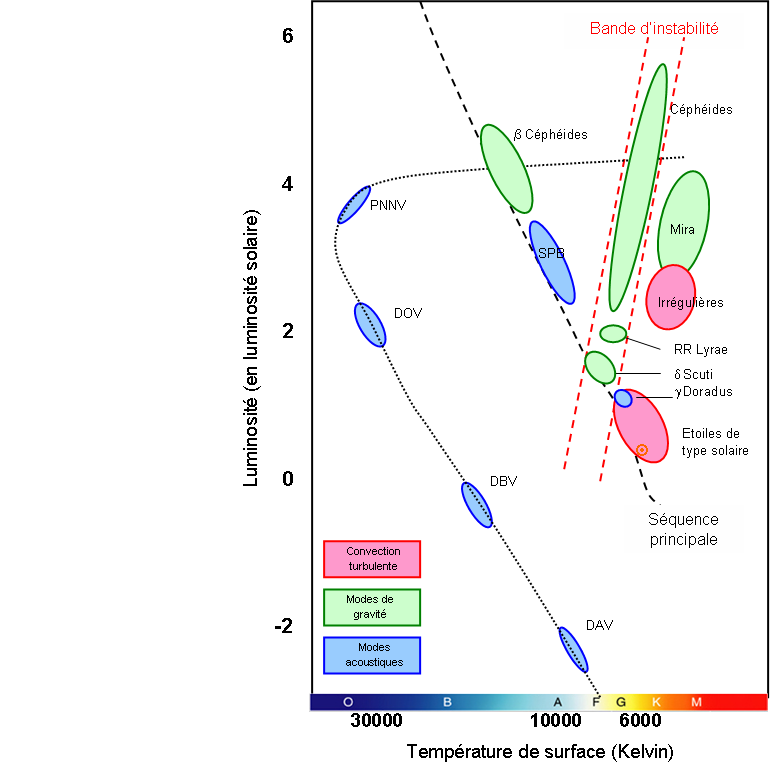
De positie van Beta Cephei-veranderlijken in het
Hertzsprung-Russelldiagram. De zwarte onderbroken lijn is de hoofdreeks.

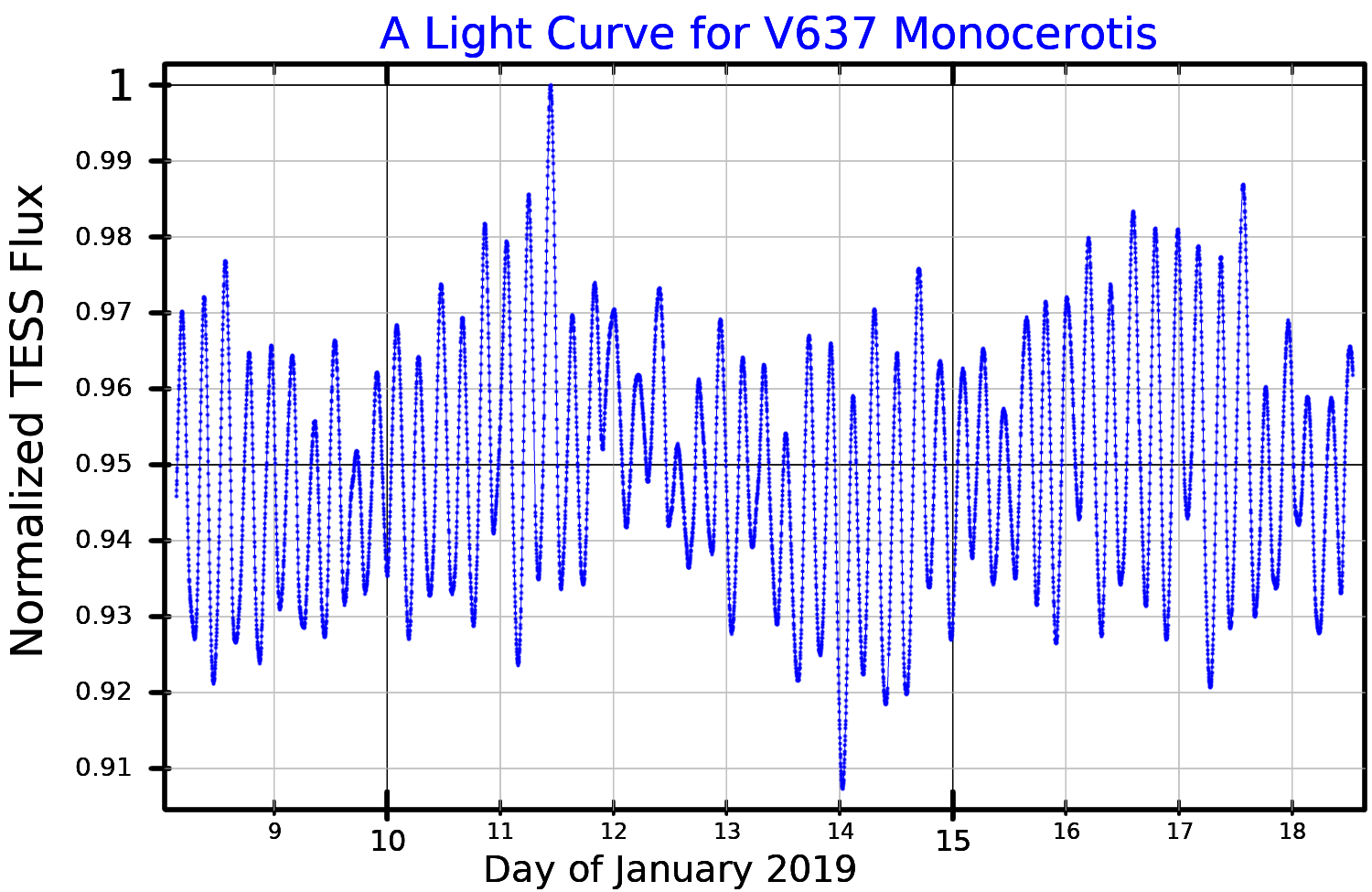
Lichtkromme van de Beta Cephei-veranderlijke V637 Mon

Beta Cephei-veranderlijken (BCEP) zijn veranderlijke sterren die helderheidsvariaties vertonen die worden veroorzaakt door pulsaties van de buitenste lagen van deze sterren.  De helderheid van Beta Cephei-veranderlijken varieert ongeveer sinusvormig met een typische amplitude van 0,01 tot 0,3 magnituden, en een periode van 0,1 tot 0,6 dagen.
Deze sterren liggen in het Hertzsprung-Russelldiagram meestal iets boven de hoofdreeks en hebben een massa tussen ongeveer 7 en 20 M{\displaystyle _{\odot }}. De spectraalklasse ligt tussen B0.5 en B2; de lichtkrachtklasse van de meeste sterren is III (reuzenster) of IV subreus, maar kan liggen tussen I en V. Ze behoren tot Populatie I. De pulsaties van Beta Cephei-veranderlijken worden veroorzaakt door het kappa mechanisme. In tegenstelling tot de meeste andere soorten pulserende veranderlijke sterren gebeurt dit in de ionisatiezone van ijzer en niet in die van waterstof. In hun lichtkromme komt het moment van maximale helderheid ongeveer overeen met de maximale samentrekking van de ster.
Tot enkele jaren geleden werd aangenomen dat de meeste Beta Cephei-veranderlijken alleen in radiale richting pulseren. Bij metingen met telescopen zoals MOST, Kepler Space Observatory, en COROT vertonen alle Beta Cephei-veranderlijken ook niet-radiale pulsaties, dat wil zeggen dat golven langs de oppervlakte lopen.
Deze sterren dienen niet verward te worden met Cepheïden, die vernoemd zijn naar Delta Cephei.

## Voorbeelden van Beta Cephei-veranderlijken
- Het prototype van deze veranderlijken, Beta Cephei (Alfirk), vertoont variaties in schijnbare magnitude tussen +3.16 tot +3.27 met een periode van 4,57 uur.
- β CMa
- γ Peg
- ε Cen